# Hidreto de sódio
Hidreto de sódio é um composto químico de fórmula molecular NaH, sendo principalmente utilizado como base forte em sínteses orgânicas. Sendo um hidreto iônico é insolúvel em solventes orgânicos, e devido a esta insolubilidade todas as reações que envolvem NaH ocorrem na superfície do sólido.
O hidreto de sódio deve ser conservado em lugar seco e arejado pois em lugar com a temperatura levemente elevada corre risco de entrar em combustão e explodir.